# راه صلیب (فیلم)
راه صلیب (آلمانی: Kreuzweg و به انگلیسی: Stations of the Cross) فیلمی در ژانر درام به کارگردانی دیتریش بروگمان است که در سال ۲۰۱۴ میلادی منتشر شد. از بازیگران آن می‌توان به لئا وان آکن و فرانزیسکا وایس اشاره کرد.
در سال ۲۰۱۴ میلادی، فیلم در بخش رقابتی شصت و چهارمین دورهٔ جشنواره بین‌المللی فیلم برلین به نمایش درآمد و در نهایت آنا و دیتریش بروگمان موفق به کسب خرس نقره‌ای بهترین فیلمنامه شده‌اند.

## خلاصه داستان
فیلم، داستان ماریا (لئا وان آکن) ۱۴ساله است؛ یک دختر کاتولیک که پیرو فرقه خیالی سنت پل، فرقه‌ای کاتولیک، بنیادگرا و بسیار سخت‌گیر که حتی موسیقی باخ را هم نوعی انحراف از راه راست حساب می‌کند. ماریا با اینکه او در دنیایی مدرن زندگی می‌کند، اما قلبش با مسیح است. او که چند روزی تا جشن تکلیفش مانده، تمام فکر و ذکرش ایثار کردن خود است تا به عروج برسد و شاید با این کار معجزه‌ای رخ دهد و برادرش که حرف نمی‌زند، زبان باز کند. فیلم در ۱۴ بخش، که هر بخش آن نام یکی از ۱۴ منزلگاه مسیح از زمان محکوم شدنش به مرگ تا به صلیب کشیده شدنش را دارد، زندگی ماریا را در این چند روز باقی‌مانده تا مراسم تکلیف دنبال می‌کند و در واقع می‌شود گفت «طریقت صلیب»، ماجرای به صلیب کشیده شدن ماریا است.